# Сенкова (гміна)
Гміна Сенкова (пол. Gmina Sękowa) — сільська гміна у південній Польщі. Належить до Горлицького повіту Малопольського воєводства.
Станом на 31 грудня 2011 у гміні проживало 4917 осіб.

## Площа
Згідно з даними за 2007 рік площа гміни становила 194.75 км², у тому числі:
- орні землі: 29.00%
- ліси: 68.00%

Таким чином, площа гміни становить 20.13% площі повіту.

## Солтиства
Бортне, Бодаки, Вапенне, Криве, Маластів, Мацина Велика, Мацина Мала, Овчари (Рихвальд), Ропиця Руська (Гурна), Сенкова, Сяри.

### Інші села
Баниця, Воловець, Довге, Липна, Незнаєва,  Пантна, Радоцина, Чорне і Ясьонка.

## Історія
1 серпня 1934 р. було створено об'єднану гміну Сенкова у Горлицькому повіті. До неї увійшли сільські громади: Бортне, Бодаки, Домініковичі, Маластів, Мацина Велика, Мацина Мала, Пантна, Пшеґоніна, Пстружне, Овчари (Рихвальд), Ропиця Руська (Гурна), Сенкова, Сяри.

## Релігія
До виселення лемків у 1945 році в СРСР та депортації в 1947 році в рамках акції Вісла у селах гміни були греко-католицькі церкви парафій

### Горлицького деканату
- парафія Бортне: Бортне, Перегонина, Бодаки
- парафія Крива: Криве, Воловець, Ясьонка, Баниця
- парафія Маластів: Маластів, Пантна, Ропиця Руська (Гурна), Сенкова, Драгашів
- парафія Мацина Велика: Мацина Велика, Вапенне, Пстружне
- парафія Рихвальд: Рихвальд

### Дуклянського деканату
- парафія Радоцина: Радоцина, Довге
- парафія Чорне: Чорне, Незнаєва, Липна

## Населення
Станом на 31 грудня 2011:
| Опис     | Загалом | Загалом | Чоловіки | Чоловіки | Жінки | Жінки |
| -------- | ------- | ------- | -------- | -------- | ----- | ----- |
| одиниця  | осіб    | %       | осіб     | %        | осіб  | %     |
| все      | 4917    | 100     | 2454     | 49.91    | 2463  | 50.09 |
| міське   | 0       | 100     | 0        |          | 0     |       |
| сільське | 4917    | 100     | 2454     | 49.91    | 2463  | 50.09 |

## Сусідні гміни
Гміна Сенкова межує з такими гмінами: Горлиці, місто Горлиці, Дембовець, Кремпна, Ліпінкі, Осек-Ясельський, Устя-Горлицьке.